# شانتل، آلیه
شانتل، آلیه (به فرانسوی: Chantelle) یک کمون‌های فرانسه در فرانسه است که در Canton of Chantelle واقع شده‌است.

## خصوصیات
شانتل ۱۰٫۹۶ کیلومترمربع مساحت و ۱٬۰۶۹ نفر جمعیت دارد و ۳۲۴ متر بالاتر از سطح دریا واقع شده‌است.